# ペリグリーノ・モラノ
ペリグリーノ・モラノ（Pelligrino Morano, 1877年 - 没年不明）は、ニューヨークのカモッラのボス。1910年代、ブルックリンで一大勢力を築いた。

## 来歴

### コニーアイランドギャング
イタリア南部カンパニア州サレルノ近郊のプラータ生まれ。1892年渡米。ニューヨークのイースト・ハーレムに定住した。馬を盗んでは転売する馬泥棒で稼いだ。1904年にライバルを銃撃し、武器隠匿で逮捕。数年後ブルックリンのコニーアイランドに移った。1911年頃までにカモッラ（ナポリ系ギャング）のボスとなった。1907年ニューヨーク市警のジョゼフ・ペトロジーノにより国外退去となったナポリ系ギャングのエンリコ・アルファノの縄張りを継いだと言われる。イタリアン富くじなどのギャンブル、恐喝や強請ビジネスに手を広げ、コニーアイランドのサンタルチア・レストランを拠点としてブルックリン一帯を支配した。
副ボスにアンソニー・パレッティを据えてコニーアイランドギャングと呼ばれた。部下にフィラデルフィアのカモッラのアンドレア・リッチがいた。またカモッラのネイビーストリートギャングを取り込み、下部組織とした（リーダーは、レオポルド･ロウリターノ、アレッサンドロ・ヴォレロ）。

### ハーレム進出
1910年代前半、組織を拡大し、マンハッタンのイースト・ハーレムに進出した。ハーレムを地盤にしていたモレロ一家と提携して、ポリシーゲームの賭場を開いた。
1915年5月、独立系ナポリギャングの大物ジョシュ・ガルッチを、モレロ一家と共謀して殺害した。1916年6月、ニコラス・テラノヴァ、スティーヴ・ラサールらモレロ一家のリーダーと会議を開き、ロウアー・マンハッタンのカジノに進出したジョー・ディマルコの殺害を共謀した。7月、ネイビーストリートギャングのガンマンを使ってディマルコを殺害した。

### 対マフィア抗争
事あるごとにモレロ一家に協調してきたモラノは、カモッラ内輪の会議を開き、戦略を転換した。ハーレムの賭場の上がりをモレロ一家に上納していたせいで利益が上向かず、上納金で1500ドルを損したと主張した。シチリアマフィアと戦うより仲間でいたほうがいいという意見もあったが、ネイビーストリートギャングのリーダー格のアレッサンドロ・ボレロがハーレムのカモッラであるニコラ・デルゴーディオ殺しをモレロの仕業として怒るなど、シチリア人への不信感があった。モラノは、モレロ一家の縄張りを乗っ取ることに決めた。
モレロ派のリーダー格をできる限り多くおびき出して一気に殺害する計画を立てた。同年9月7日、会議と称してモレロ一家をブルックリンに誘い出した。やって来たのはニコラス・テラノヴァと側近チャールズ・ウンブリアコの2人だけだった。カモッラの手下が2人を会合場所に案内する途中、道角に突然現れたガンマンが2人を銃殺した。その後、敵方を見つけると殺しあう全面戦争に発展した（マフィア－カモッラ戦争）。モレロ派の残りのリーダーを何度も狙ったが、不成功に終わった。この間、ギャンブルを始めアーティチョークや氷などの移民ビジネスをモレロ一家から奪取し、一時的に栄えた。

### 収監
1917年11月、ネイビーストリートギャングのラルフ・ダニエロが当局に捕まり、一連の抗争で起こった多くの殺人を証言したため、主要メンバーが芋づる式に逮捕され、モラノも1918年4月、テラノヴァ、ウブリアコ殺害関与の容疑で逮捕された。ダニエロに続いて減刑欲しさに証言協力するメンバーが相次ぐ中、最後まで沈黙を貫いた。懲役20年刑でシン・シン刑務所に収監された。その後消息が途絶えた（服役後、イタリアへ戻ったと一部では信じられている）。
ボスと主要メンバーを根こそぎ失ったカモッラは分散瓦解し、以後、カモッラ単独の大きな組織は形成されず、1920年代にかけてシチリアマフィアに取り込まれていった。

## エピソード
- メンバー独身者に週10ドル、既婚者に週20ドルを支給し、養っていた[7][8]。
- ガルッチとの一連の抗争で殺されたアマディオ・ブオノモは、モラノの甥とされ、モレロ一家が殺害に関わっていると見たモラノは復讐したいとアンソニー・パレッティに言ったとされる。[9]。